# المعزب (صعفان)

تعديل مصدري - تعديل

المعزب هي إحدى قرى عزلة الجرواح بمديرية صعفان التابعة لمحافظة صنعاء، بلغ تعداد سكانها 229 نسمة حسب تعداد اليمن لعام 2004.